# Свон-Веллі-Вест
Свон-Веллі-Вест (англ. Swan Valley West) — муніципалітет в Канаді, у провінції Манітоба.

## Населення
За даними перепису 2016 року, муніципалітет нараховував 2829 жителів, показавши скорочення на 3,2%, порівняно з 2011-м роком. Середня густина населення становила 1,6 осіб/км².
З офіційних мов обидвома одночасно володіли 100 жителів, тільки англійською — 2 700. Усього 220 осіб вважали рідною мовою не одну з офіційних, з них 10 — одну з корінних мов, а 90 — українську.
Працездатне населення становило 70,9% усього населення, рівень безробіття — 3,9% (6,1% серед чоловіків та 2% серед жінок). 70,1% були найманими працівниками, 29,6% — самозайнятими.
Середній дохід на особу становив $38 128 (медіана $32 750), при цьому для чоловіків — $41 044, а для жінок $34 959 (медіани — $37 210 та $28 528 відповідно).
26,3% мешканців мали закінчену шкільну освіту, не мали закінченої шкільної освіти — 32,3%, 41,5% мали післяшкільну освіту, з яких 22,7% мали диплом бакалавра, або вищий.
| Статево-вікова структура населення | Статево-вікова структура населення | Статево-вікова структура населення | Статево-вікова структура населення | Статево-вікова структура населення |
| ---------------------------------- | ---------------------------------- | ---------------------------------- | ---------------------------------- | ---------------------------------- |
|                                    |                                    |                                    |                                    |                                    |
| Всього                             | Всього                             | 52,2%47,8%                         |                                    |                                    |
| 0 — 14 років                       | 0 — 14 років                       |                                    | 18,6%                              | 18,6%                              |
| 15 — 64 років                      | 15 — 64 років                      |                                    | 62,3%                              | 62,3%                              |
| 65 і більше                        | 65 і більше                        |                                    | 19,1%                              | 19,1%                              |
| 85 і більше                        | 85 і більше                        |                                    | 2,3%                               | 2,3%                               |
| Середній вік (років)               | Середній вік (років)               | 42,7                               | 42,7                               | 42,7                               |
| Медіана (років)                    | Медіана (років)                    | 45,945,7                           | 45,8                               | 45,8                               |
| — чоловіки — жінки                 |                                    |                                    |                                    |                                    |

| Походження мешканців:     | Походження мешканців:     | Походження мешканців: | Походження мешканців: | Походження мешканців: |
| ------------------------- | ------------------------- | --------------------- | --------------------- | --------------------- |
| Походження                |                           |                       | осіб                  | %                     |
| Корінні американці        | Корінні американці        |                       | 210                   | 7.49%                 |
| Інше північноамериканське | Інше північноамериканське |                       | 835                   | 29.77%                |
| Європейське               | Європейське               |                       | 2 305                 | 82.17%                |
| британське                | британське                |                       | 1 150                 | 41%                   |
| французьке                | французьке                |                       | 315                   | 11.23%                |
| українське                | українське                |                       | 805                   | 28.7%                 |
| Карибське                 | Карибське                 |                       | 10                    | 0.36%                 |
| Латинськоамериканське     | Латинськоамериканське     |                       | 15                    | 0.53%                 |

| Зайнятість населення за галузями (за класифікацією NOC): | Зайнятість населення за галузями (за класифікацією NOC): | Зайнятість населення за галузями (за класифікацією NOC): | Зайнятість населення за галузями (за класифікацією NOC): | Зайнятість населення за галузями (за класифікацією NOC): |
| -------------------------------------------------------- | -------------------------------------------------------- | -------------------------------------------------------- | -------------------------------------------------------- | -------------------------------------------------------- |
|                                                          |                                                          |                                                          |                                                          |                                                          |
| Управління                                               | Управління                                               |                                                          | 21,5%                                                    | 21,5%                                                    |
| Бізнес, фінанси та адміністрування                       | Бізнес, фінанси та адміністрування                       |                                                          | 12,7%                                                    | 12,7%                                                    |
| Природничі та прикладні науки                            | Природничі та прикладні науки                            |                                                          | 2,1%                                                     | 2,1%                                                     |
| Охорона здоров'я                                         | Охорона здоров'я                                         |                                                          | 7,3%                                                     | 7,3%                                                     |
| Освіта, правозахист, муніципальні та урядові служби      | Освіта, правозахист, муніципальні та урядові служби      |                                                          | 9,7%                                                     | 9,7%                                                     |
| Мистецтво, культура, відпочинок та спорт                 | Мистецтво, культура, відпочинок та спорт                 |                                                          | 1,2%                                                     | 1,2%                                                     |
| Роздрібна торгівля та послуги                            | Роздрібна торгівля та послуги                            |                                                          | 16,7%                                                    | 16,7%                                                    |
| Гуртова торгівля, транспорт та обладнання                | Гуртова торгівля, транспорт та обладнання                |                                                          | 19,7%                                                    | 19,7%                                                    |
| Природні ресурси, сільське господарство                  | Природні ресурси, сільське господарство                  |                                                          | 6,7%                                                     | 6,7%                                                     |
| Виробництво                                              | Виробництво                                              |                                                          | 2,7%                                                     | 2,7%                                                     |

## Населені пункти
До складу муніципалітету входить містечко Свон-Рівер, а також хутори, інші малі населені пункти та розосереджені поселення.

## Клімат
Середня річна температура становить 1,1°C, середня максимальна – 22,3°C, а середня мінімальна – -26,4°C. Середня річна кількість опадів – 524 мм.
| Клімат поселення                              | Клімат поселення | Клімат поселення | Клімат поселення | Клімат поселення | Клімат поселення | Клімат поселення | Клімат поселення | Клімат поселення | Клімат поселення | Клімат поселення | Клімат поселення | Клімат поселення | Клімат поселення |
| Показник                                      | Січ.             | Лют.             | Бер.             | Квіт.            | Трав.            | Черв.            | Лип.             | Серп.            | Вер.             | Жовт.            | Лист.            | Груд.            |                  |
| Середній максимум, °C                         | −12,79           | −8,1             | −1,5             | 8,85             | 17,41            | 22,32            | 21,40            | 20,90            | 15,30            | 8,26             | −2,24            | −11,81           |                  |
| Середня температура, °C                       | −19,61           | −14,91           | −8,3             | 2,03             | 10,60            | 15,50            | 17,31            | 16,81            | 11,20            | 4,18             | −6,32            | −15,91           |                  |
| Середній мінімум, °C                          | −26,43           | −21,72           | −15,15           | −4,79            | 3,76             | 8,70             | 13,22            | 12,75            | 7,13             | 0,08             | −10,43           | −20              |                  |
| Норма опадів, мм                              | 21               | 16               | 24               | 31               | 52               | 82               | 90               | 72               | 57               | 34               | 23               | 22               |                  |
| Середньомісячна швидкість вітру, м/с          | 3.50             | 3.50             | 3.61             | 3.89             | 4.00             | 3.70             | 3.30             | 3.30             | 3.70             | 3.80             | 3.64             | 3.50             |                  |
| Середньомісячна сонячна радіація, кДж/м²·день | 3692             | 6987             | 12524            | 17281            | 20487            | 21545            | 21742            | 18159            | 12340            | 7209             | 3842             | 2802             |                  |
| --------------------------------------------- | ---------------- | ---------------- | ---------------- | ---------------- | ---------------- | ---------------- | ---------------- | ---------------- | ---------------- | ---------------- | ---------------- | ---------------- | ---------------- |
| Джерело:                                      |                  |                  |                  |                  |                  |                  |                  |                  |                  |                  |                  |                  |                  |